# Parmelia serrana
Parmelia serrana är en lavart som beskrevs av A. Crespo, M. C. Molina & D. Hawksw. Parmelia serrana ingår i släktet Parmelia och familjen Parmeliaceae.   Inga underarter finns listade i Catalogue of Life.